# Раменье (Вельский район)
Раменье — деревня в Вельском районе Архангельской области. Входит в состав муниципального образования «Верхнеустькулойское».

## География
Деревня расположена в южной части Архангельской области, в таёжной зоне, в пределах северной части Русской равнины, в 50 километрах на юго-восток от города Вельска, на правом берегу реки Сивчуга, притока реки Кулой.
Часовой пояс
Раменье, как и вся Архангельская область, находится в часовой зоне МСК (московское время). Смещение применяемого времени относительно UTC составляет +3:00.

## Население
| 2002 | 2010 | 2012 | 2014 |
| ---- | ---- | ---- | ---- |
| 16   | ↘10  | ↗16  | ↘15  |

## История
Указана в «Списке населённых мест по сведениям 1859 года» в составе Вельского уезда(2-го стана) Вологодской губернии под номером «2580» как «Раминская(Раменье)». Насчитывала 16 дворов, 50 жителей мужского пола и 59 женского. 
В материалах оценочно-статистического исследования земель Вельского уезда упомянуто, что в 1900 году в административном отношении деревня входила в состав Лиходиевского сельского общества Кулойско-Покровской волости. На момент переписи в селении Раменское-Раменье находилось 31 хозяйство, в которых проживало 103 жителей мужского пола и 105 женского.
В деревне находилась часовня, приписанная к приходу Лиходиевской Воскресенской церкви.